# Мале Яндуганово
Мале Яндуга́ново (рос. Малое Яндуганово, чув. Кайри Чиперуй) — присілок у складі Маріїнсько-Посадського району Чувашії, Росія. Входить до складу Великошигаєвського сільського поселення.
Населення — 74 особи (2010; 100 у 2002).
Національний склад:
- чуваші — 93 %